# 埃普维尔
埃普维尔（法語：Épouville，法語發音：[epuvil]）是法国滨海塞纳省的一个市镇，属于勒阿弗尔区。

## 地理
埃普维尔（49°33'45"N, 0°13'21"E）面积5.59 平方千米，位于法国诺曼底大区滨海塞纳省，该省份为法国北部沿海省份，其西部及北部濒大西洋英吉利海峡，东起顺时针与索姆省、瓦兹省、厄尔省和卡爾瓦多斯省接壤。
与埃普维尔接壤的市镇（或旧市镇、城区）包括：罗勒维尔、马内格利斯、蒙蒂维利耶、圣马丹迪马努瓦尔。

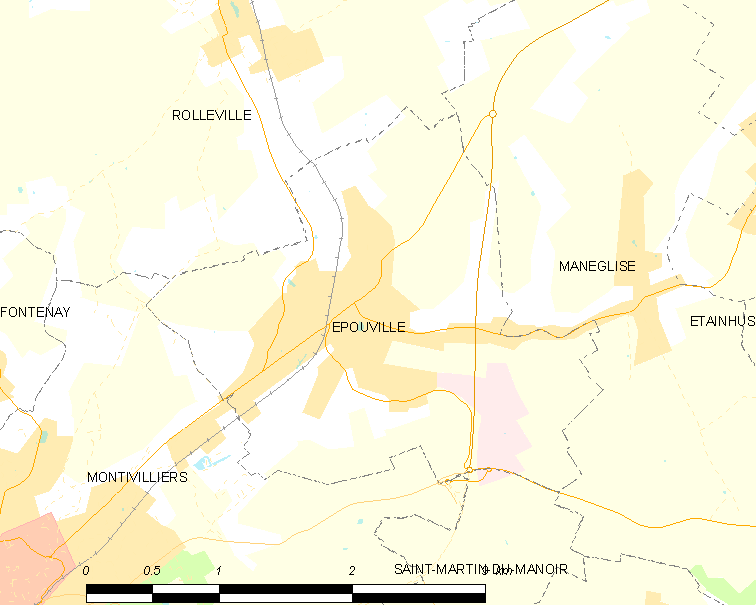
埃普维尔的OSM定位图

埃普维尔的时区为UTC+01:00、UTC+02:00（夏令时）。

## 行政
埃普维尔的邮政编码为76133，INSEE市镇编码为76238。

## 政治
埃普维尔所属的省级选区为滨海奥克特维尔县。

## 人口

1962-2008年间埃普维尔人口变化图示

埃普维尔于2022年1月1日时的人口数量为2624人。